# Joost Eerdmans
Bernard Johannes (Joost) Eerdmans (ur. 9 stycznia 1971 w m. Harderwijk) – holenderski polityk i samorządowiec, poseł do Tweede Kamer, założyciel i lider partii JA21.

## Życiorys
W 1995 ukończył administrację publiczną na Uniwersytecie Erazma w Rotterdamie. W 1993 kształcił się także na Indiana University. Był działaczem Apelu Chrześcijańsko-Demokratycznego. Pracował we frakcji poselskiej CDA, a także jako urzędnik ministerstwa sprawiedliwości. W 1999 burmistrz Rotterdamu Ivo Opstelten powołał go na swojego sekretarza. W 2002 Joost Eerdmans przeszedł do utworzonej w tymże roku Listy Pima Fortuyna. Z jej ramienia w 2002 i 2003 uzyskiwał mandat deputowanego do Tweede Kamer, który wykonywał do 2006. Bez powodzenia ubiegał się w tym samym roku o reelekcję jako jeden z liderów ugrupowania EénNL.
Pracował następnie w Deloitte, zajmował się też dziennikarstwem, m.in. jako redaktor i prowadzący programy wydawane przez WNL. Działał w samorządzie lokalnym, w 2010 został radnym miejskim w Capelle aan den IJssel, a następnie do 2014 wchodził w skład władz wykonawczych tej miejscowości. Związał się z lokalną partią Leefbaar Rotterdam
. W 2014 zasiadł w radzie miejskiej Rotterdamu, od tegoż roku do 2018 był wethouderem i pierwszym zastępcą burmistrza w administracji miejskiej.
Współpracował z Forum na rzecz Demokracji, jednak opuścił tę formację w listopadzie 2020, krytykując tolerowanie przez partię ekstremistycznych poglądów. W grudniu 2020 zainicjował powołanie i został liderem ugrupowania JA21. W wyborach w 2021 z jego ramienia został wybrany w skład niższej izby holenderskiego parlamentu (reelekcja w 2023).